# زاوية بو ابراهيم (الزويات)
زاوية بو إبراهيم هو دُوَّار يقع بجماعة السفلات، إقليم الرشيدية، جهة درعة تافيلالت في المملكة المغربية. ينتمي الدوّار لمشيخة الزويات التي تضم 13 دوار. يقدر عدد سكانه بـ 175 نسمة حسب الإحصاء الرسمي للسكان والسكنى لسنة 2004.

## روابط خارجية
- البوابة الوطنية للجماعات الترابية نسخة محفوظة 12 مارس 2018 على موقع واي باك مشين.
- المندوبية السامية للتخطيط